# Свитин, Александр Викторович
Свитин, Александр Викторович (род. 29 октября 1947, д. Якубово, Белорусская ССР) — советский и российский тренер по велогонкам, предприниматель, общественный и политический деятель.

## Биография
С детства увлекался спортом. Ещё будучи старшеклассником, тренировал ребят из начальной школы. В 1967 году поступил учиться в Смоленский институт физической культуры. Стал мастером спорта по велоспорту, призёром первенства СССР. В составе сборных Белоруссии и России принимал участие в международных соревнованиях. По окончании Смоленского государственного института физической культуры и спорта в 1971 году был направлен на работу в Вологду, в ДСО «Спартак», где трудился по 1999 год. Подготовил мастера спорта международного класса, рекордсмена мира, призёра спартакиады народов СССР Валерия Преображенского, 11 мастеров спорта СССР, нескольких чемпионов и призёров всесоюзных соревнований.

## Предпринимательская деятельность
В 1993 году занялся предпринимательской деятельностью, в настоящее время — генеральный директор Торгового Дома «Спартак». Способствовал открытию магазина кошерных и халяльных продуктов в городе Вологде. Некогда ему принадлежало 24 продовольственных магазина, но, по собственному признанию, на 2007 год их насчитывалось всего 4, остальные закрылись из-за убытков. Однако, согласно заявлению представителя налоговой инспекции Елены Немцовой, по официальной отчётности за Свитиным числилось на тот момент не четыре, а 14 торговых точек:
И жалуются-то как раз сами продавцы. Их официальный оклад всего 1400 рублей. А обещанную сверху премию могут дать, а могут и не дать
В 2001 году привлекался к ответственности налоговой полицией по статье №198 часть 2 УК РФ ("уклонение от уплаты налогов и сборов с физического лица"), однако в августе того же года уголовное дело было прекращено по статье 7 УПК РФ ("прекращено в отношении лица, которое впервые совершило преступление небольшой тяжести, в связи с деятельным раскаянием").

## Политическая деятельность
В 2003 году участвовал в выборах мэра города Вологды в качестве самовыдвиженца. Был членом политсовета Вологодского регионального отделения СПС. Сейчас является членом Совета регионального отделения Политической партии «Справедливая Россия» в Вологодской области. В 2011 году на выборах в Государственную думу баллотировался по одномандатному округу. Выборы проиграл. В 2014 году баллотировался кандидатом в депутаты Вологодской городской думы от «Аграрной партии России» по одномандатному избирательному округу № 10, но ему было отказано в регистрации. На этих же выборах выдвигался и его сын, по одномандатному избирательному округу № 12 и от той же партии, что и его отец, но ему также было отказано в регистрации.
Выдвинут в кандидаты Госдумы РФ 7 созыва от Яблока по региональной группе Кострома-Вологда 6 номером

## Личная жизнь
Женат. Имеет двоих детей: сын — Александр (родился 20 марта 1973 года), закончил МГУ, работает директором радиостанции «Эхо Москвы» в Вологде; дочь — предприниматель, окончила художественное училище.